# Tor Löfhaugen
Tor Leonard Löfhaugen, född 11 juni 1929 i Rätansbyn i Jämtland, död där 21 juni 1998, var en svensk målare och tecknare. 
Han var son till vägarbetaren Johan Daniel Olofsson Löfhaugen och Agda Augusta Eriksdotter Dixon. Löfhaugen inledde sina konststudier med korrespondenskurser i frihandsteckning, porträtt och figurmåleri och kom därefter att studera för Olof och Britta Iwald 1947–1950. Han fortsatte sina studier med konsthistoria och allmogekultur men var huvudsakligen autodidakt som konstnär. Han medverkade i Sällskapet för jämtländsk konstkulturs utställning Konsten och vi i Östersund 1948 samt i Östersunds konstklubbs och Jämtlands läns konstförenings samlingsutställningar. Bland hans offentliga arbeten märks altartavlor för Narkens kapell och Ammarnäs kyrka och utsmyckningar för Rätans kyrka, Svenstaviks sjukhus, Bergs kommunhus och Haverö församlingshem. Han var en av medlemmarna i Bergsgruppen sedan den startade 1971. Hans konst består av porträtt, figurmålningar och bilder från den jämtländska kulturen i olja eller pastell.  